# Odontomolgus mundulus
Odontomolgus mundulus is een eenoogkreeftjessoort uit de familie van de Anchimolgidae. De wetenschappelijke naam van de soort is voor het eerst geldig gepubliceerd in 1974 door Humes.